# (221917) Opites
(221917) Opites ist ein Asteroid aus der Gruppe der Jupiter-Trojaner, die auf den Lagrange-Punkten auf der Bahn des Planeten Jupiter um die Sonne laufen. Er befindet sich am Lagrange-Punkt L4, das heißt, er läuft Jupiter in dessen Umlaufbahn um die Sonne um 60° voraus.
Er wurde am 26. September 2008 von den deutschen Amateurastronomen Stefan Karge und Erwin Schwab von der Hans-Ludwig-Neumann-Sternwarte (IAU-Code B01) auf dem Kleinen Feldberg im Taunus aus entdeckt.

## Benennung
Jupiter-Trojaner werden nach Figuren aus der Ilias von Homer benannt: vorauseilende wie (221917) Opites nach griechischen und nacheilende nach trojanischen Helden. Ausnahmen bilden (617) Patroclus und (624) Hektor, die vor Einführung dieser Regelung benannt wurden.
Der Asteroid (221917) wurde am 10. Dezember 2011 im Einklang mit dieser Regelung nach dem griechischen Kämpfer Opites benannt, einem Herrscher der Danaer, der im Trojanischen Krieg durch Hektor getötet wurde. Sein Tod ist die einzige Erwähnung von Opites in der Ilias.